# Mer intérieure de Seto
Ne doit pas être confondu avec Mer intérieure.
La mer intérieure de Seto (瀬戸内海, Seto naikai), ou simplement mer Intérieure, est l’étendue d’eau séparant les îles de Honshū, Shikoku et Kyūshū, trois des quatre îles principales du Japon. Reliée directement à la mer du Japon et à la mer des Philippines, elle est plutôt une mer épicontinentale.
Cette mer couvre une surface de 23 203 km2 ; sa profondeur moyenne est de 38 m. La population vivant sur ses 7 000 km de côtes est estimée à environ 35 millions d’habitants, soit environ 27 % de la population du Japon[Quand ?].
Il existe un grand nombre d’îles dans la mer intérieure de Seto (plus de mille), pour la plupart recouvertes de pins. La plus grande d’entre elles est l’île d’Awaji, au nord-est (voir aussi Shiraishi-jima, Megi-jima, Ogi-jima entre autres).

## Géographie
L'Organisation hydrographique internationale définit les limites de la mer intérieure de Seto comme suit:
- à l'ouest : dans le détroit de Kanmon, une ligne joignant Nagoya-Zaki (préfecture de Fukuoka, Japon 33° 55′ 41″ N, 130° 51′ 17″ E) dans l’île de Kyūshū à travers les îles  d’Umashima et Mutsure-jima jusqu’au Murasakino-Hana (34° 01′ 29″ N, 130° 54′ 16″ E), dans l’île de Honshū ;
- à l’est : dans le Kii Suidō, une ligne allant de Takura Zaki (34° 15′ 51″ N, 135° 03′ 42″ E) (Honshū) à Oishino Hana, dans l’île d’Awaji, à travers cette île jusqu’au Shio Zaki (34° 11′ 22″ N, 134° 43′ 46″ E) et de là jusqu’au Ōiso-Saki (34° 10′ 48″ N, 134° 38′ 30″ E), dans l’île de Shikoku ;
- au sud : dans le Bungo Suidō, une ligne joignant le Sada-misaki (33° 20′ 35″ N, 132° 00′ 54″ E) à Shikoku au Jizō-Misaki (Seki Saki) (33° 15′ 17″ N, 131° 53′ 50″ E) sur l’île de Kyūshū.

La majeure partie de la mer appartient au parc national de Setonaikai ; ce parc, l’un des premiers parcs nationaux du Japon, fut créé en 1934.
La région de la mer intérieure de Seto est renommée pour la douceur de son climat, la faible variation des températures tout au long de l’année et ses faibles précipitations. La région est ainsi surnommée le « pays du beau temps ». La mer intérieure est également célèbre pour ses marées rouges, ou efflorescences algales, qui surviennent occasionnellement. Celles-ci sont causées par la prolifération de certaines espèces de phytoplancton ; ces phénomènes causent généralement la mort d’un grand nombre de poissons.

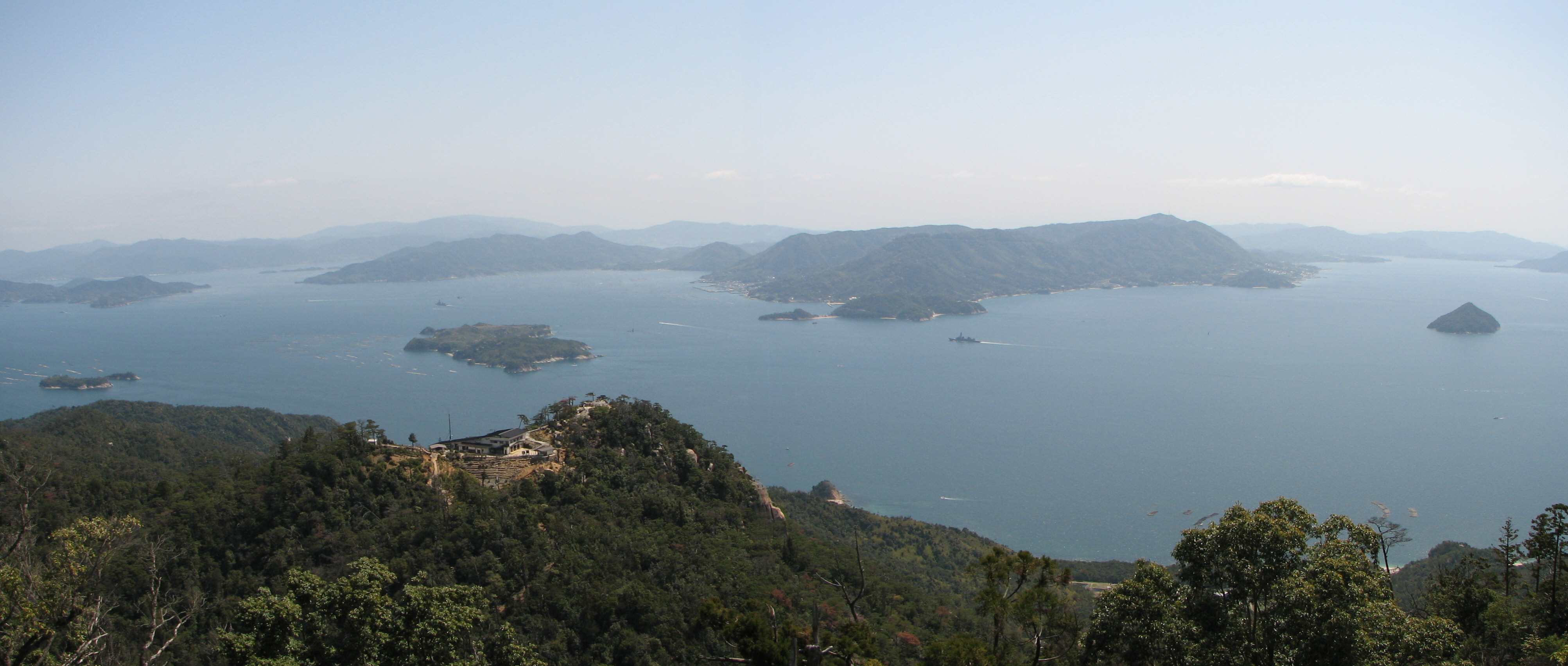
Mer intérieure de Seto vue de l'île de Miyajima.

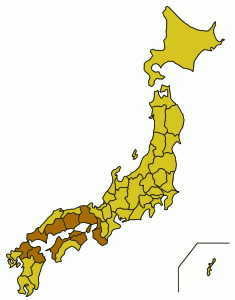
Les préfectures bordant la mer intérieure de Seto.

Les préfectures ayant un débouché maritime sur la mer intérieure de Seto sont les suivantes :
- sur Honshū : Wakayama, Ōsaka, Hyōgo, Okayama, Hiroshima et Yamaguchi ;
- sur Kyūshū : Fukuoka et Oita ;
- sur Shikoku : Ehime, Kagawa et Tokushima.

Les principales villes côtières donnant sur la mer Intérieure sont : Sakai, Osaka, Kobe, Okayama, Hiroshima, Kitakyūshū, Matsuyama et Takamatsu.

## Économie
L'ensemble de cette région littorale de la mer de Seto est communément appelé Setouchi (en). Cette région de Setouchi est riche en industries, zones d'agriculture, ports de pêche et lieux touristiques.
Sur le plan du tourisme, la région de Setouchi s'est dotée d'une organisation multi-préfectorale, Setouchi DMO, pour coordonner et soutenir toutes les activités touristiques de la région.

## Transports

### Transport maritime
Les archives portuaires de Kobe montrent qu'au XVe siècle le trafic maritime dans la mer intérieure de Seto est comparable à celui de la mer Baltique.
Avant la construction de la ligne de Shinkansen de Sanyo, la mer intérieure de Seto était le principal lien de transport entre la région du Kansai et l’île de Kyûshû ; elle était notamment utilisée pour le transport des matières premières et des marchandises. Cette région est, de fait, très industrialisée.
Le climat qui y règne favorise également la pêche — que ce soit la pêche industrielle ou l’aquaculture — ainsi que l’agriculture sur ses rivages.

En rouge : Kurushima.
En vert : Seto.
En jaune : Akashi et Ōnaruto.

### Transport routier
Les îles de Honshū et Shikoku sont reliées entre elles par trois traversées, celles du projet Honshū-Shikoku (en) :
- les trois ponts du détroit de Kurushima à l'ouest, entrés en service en 1999;
- le grand pont de Seto au centre, liaison routière et ferroviaire, entrés en service en 1988;
- le pont du détroit d'Akashi (le plus long pont suspendu du monde lors de son inauguration en 1998) et le pont Ōnaruto à l'est, ce dernier inauguré en 1985.